# Marchantia novoguineensis
Marchantia novoguineensis är en bladmossart som beskrevs av Bischl.. Marchantia novoguineensis ingår i släktet lungmossor, och familjen Marchantiaceae. Inga underarter finns listade i Catalogue of Life.